# Torsa
Il fiume Torsa è un fiume di risorgiva che scorre in Friuli-Venezia Giulia; è un tributario del fiume Stella.

## Percorso
Il fiume Torsa nasce dalla confluenza di alcune risorgive presso l'omonima frazione di Torsa a nord del paese nel comune di Pocenia e successivamente, dopo aver percorso circa 6 km, sfocia nel fiume Stella presso Pocenia. Nel suo tratto iniziale segna il confine tra i comuni di Pocenia e di Rivignano Teor.

## Ambiente
Dal punto di vista paesaggistico-faunistico questo fiume fa parte del Parco Comunale dei fiumi Stella e Torsa che comprendono un territorio di 334 ettari e che è visitabile, anche se solo parzialmente, tramite percorsi pedonali e ciclabili.